# Отава Ё
«Отава Ё» — музыкальная фолк-группа из Санкт-Петербурга.

## История
Коллектив единомышленников, играющих в стиле пост-фолк и акустический фолк-рок. Возник в 2003 году в Санкт-Петербурге как сайд-проект участников групп «Reelroadъ» (Алексей Белкин и Алексей Скосырев) и «Сказы леса» (Дмитрий Шихардин и Пётр Сергеев). Приобрели известность благодаря уличным выступлениям в Санкт-Петербурге, быстро став «городской достопримечательностью», собирая на свои уличные выступления сотни зрителей.
Как самостоятельная группа сложились к 2005 году.
Музыканты используют волынку, гусли, скрипку, перкуссию и гитары, этнические духовые.
В 2012 году стало популярным видео на песню «Про Ивана Groove». В этом же году вышел игровой клип на песню «Дворник» по стихотворению Даниила Хармса и народной латышской песне «Tumša tumša tā eglīte».
В 2015 году клип на песню «Сумецкая», снятый при участии артели русского кулачного боя «Буза» и опубликованный на Youtube, вошёл в топ-10 клипов 2015 года по версии портала «Репродуктор», а также возглавил в феврале 2015 года европейский видеочарт «World Music». На данный момент у коллектива вышло 15 официальных видеоклипов, многие из которых получили награды на международных профильных кинофестивалях.
В октябре 2018 года, после пяти лет студийной работы, группа выпустила альбом «Любишь ли ты». В сентябре того же года свет увидел записанный в июне в Подпорожском районе видеоклип «Как на горке, на горе». В 2020 году, по итогам совместной рождественской видеосессии (декабрь 2019 года) с хором «Василиса», вышел альбом «Рождество с „Василисой“ (Live)».
В 2023 году коллектив принимает участие в создании саунд трека для российского блокбастера «По щучьему велению». Специально для картины музыкантами была сделана аранжировка известной казачьей песни «Пора молодцу жениться», которая стала финальной песней кинофильма. Всего в картине звучит 10 песен группы. 
Группа активно концертирует. Отава Ё выступала на множестве этно- и фолк-фестивалях в более чем 30-ти странах мира, в том числе на фестивалях «Дикая мята», «WOMAD» (Великобритания), Lowlands (Нидерланды), Rainforest (Малайзия), Viljandi folk festival (Эстония) , Globalquerqi (США),  «Мир Сибири», «Kaustinen folk festival» (Финляндия), Iboga (Испания) и многих других; на выставке      «WOMEX-2014».
Гастролирует по странам СНГ, Европы, Америки и Азии.

## Участники группы
- Алексей Белкин — волынка, гусли, этнические духовые, вокал
- Дмитрий Шихардин — вокал, фидель
- Пётр Сергеев — большой барабан
- Алексей Скосырев — гитара
- Василий Телегин — бас-гитара
- Юлия Усова — скрипка, вокал
- Лина Колесник — скрипка
- Денис Никифоров — ударные

## Дискография

### Студийные альбомы
- 2006 — «Под аптекой»
- 2009 — «Жили-были»
- 2011 — «Рождество»
- 2013 — «Что за песни»
- 2018 — «Любишь ли ты»[10]
- 2024 — «Правильно и внятно»[11]

### Live-альбомы
- 2015 — «Дайте маленькое времечко весёлому побыть!» (CD + DVD)
- 2020 — «Рождество с „Василисой“ (Live)»[9]

### Синглы
- 2017 — «Ой, Дуся, ой, Маруся»[9]
- 2021 — «Финская полька 2.0»[12]
- 2023 — «Пора молодцу жениться»

### Сборники
- 2015 — «Лучшие песни 2006—2015» (CD + DVD)